# بيير فور
بيير فور (بالفرنسية: Pierre Faure)‏ هو مستكشف فرنسي، ولد في 1777 في نانت في فرنسا، وتوفي في 1855.